# Турузель
Турузе́ль (фр. Tourouzelle) — коммуна во Франции, находится в регионе Лангедок — Руссильон. Департамент коммуны — Од. Входит в состав кантона Лезиньян-Корбьер. Округ коммуны — Нарбонна.
Код INSEE коммуны — 11393.

## Население
Население коммуны на 2008 год составляло 486 человек.
| 1962 | 1968 | 1975 | 1982 | 1990 | 1999 | 2008 |
| ---- | ---- | ---- | ---- | ---- | ---- | ---- |
| 411  | 472  | 429  | 412  | 396  | 448  | 486  |

## Экономика
В 2007 году среди 287 человек в трудоспособном возрасте (15—64 лет) 196 были экономически активными, 91 — неактивными (показатель активности — 68,3 %, в 1999 году было 70,1 %). Из 196 активных работали 176 человек (90 мужчин и 86 женщин), безработных было 20 (10 мужчин и 10 женщин). Среди 91 неактивного 19 человек были учениками или студентами, 32 — пенсионерами, 40 были неактивными по другим причинам.